# (14069) Krasheninnikov
(14069) Krasheninnikov ist ein Asteroid des Hauptgürtels, der am 18. April 1996 vom belgischen Astronomen Eric Walter Elst am La-Silla-Observatorium (Sternwarten-Code 809) der Europäischen Südsternwarte in Chile entdeckt wurde.
Der Asteroid ist nach dem russischen Entdecker und Geographen Stepan Petrowitsch Krascheninnikow (1711–1755) benannt, der als Student an der vom dänischen Kapitän Vitus Bering geleiteten Zweiten Kamtschatkaexpedition teilnahm und später die erste vollständige Beschreibung der russischen Halbinsel Kamtschatka erstellte.